# In flagrante delicto
In flagranti (flagrante) delicto (з  лат. — на місці, в розпалі злочину) —  юридичний термін, який означає, що злочинець був спійманий під час здійснення злочину (на гарячому). Скорочений варіант фрази — In flagranti.
Фраза може вживатися щодо ситуації подружньої зради.